# Halū Chāl
Halū Chāl (persiska: هلو چال) är ett berg i Iran.   Det ligger i provinsen Alborz, i den norra delen av landet, 50 km norr om huvudstaden Teheran. Toppen på Halū Chāl är 3 087 meter över havet, eller 71 meter över den omgivande terrängen. Bredden vid basen är 0,64 km.
Terrängen runt Halū Chāl är varierad.Runt Halū Chāl är det mycket tätbefolkat, med 1 056 invånare per kvadratkilometer. Närmaste större samhälle är Āsārā, 13,8 km sydväst om Halū Chāl. Trakten runt Halū Chāl består i huvudsak av gräsmarker.